# VinFast
VinFast is een Vietnamese fabrikant van elektrische voertuigen, gevestigd in Hanoi. Het bedrijf is een dochteronderneming van de Vingroup, het grootste particuliere conglomeraat van Vietnam, opgericht door miljardair Phạm Nhật Vượng. Hoewel het operationele hart in Vietnam ligt, is het juridische hoofdkantoor gevestigd in Singapore.
VinFast werd in 2017 opgericht als de eerste grootschalige autofabrikant van Vietnam. Het merk heeft de ambitieuze doelstelling om een toonaangevende wereldspeler te worden op de markt voor elektrische voertuigen en richt zich met een reeks elektrische SUV's op de markten in Noord-Amerika en Europa. Sinds augustus 2023 heeft het bedrijf een beursnotering aan de NASDAQ onder het tickersymbool VFS.

## Geschiedenis

### Oprichting en eerste modellen met verbrandingsmotor (2017-2021)
VinFast werd in 2017 opgericht door de Vingroup. Met de ambitie om een nationaal Vietnamees automerk te creëren, investeerde Vingroup massaal in de ontwikkeling en productie. In slechts 21 maanden werd in Hải Phòng een hypermoderne fabriek gebouwd.
De eerste modellen, de LUX A2.0 (sedan) en LUX SA2.0 (SUV), werden in 2018 onthuld op de Autosalon van Parijs. Deze auto's waren ontwikkeld in samenwerking met gerenommeerde partners; ze waren technisch gebaseerd op de BMW 5-serie en BMW X5 van de vorige generatie, en de ontwerpen kwamen van het Italiaanse designhuis Pininfarina. Daarnaast werd de stadsauto VinFast Fadil geïntroduceerd, gebaseerd op de Opel Karl die onder licentie van General Motors (GM) werd geproduceerd. Deze eerste modellen met verbrandingsmotor waren primair bedoeld voor de Vietnamese thuismarkt.

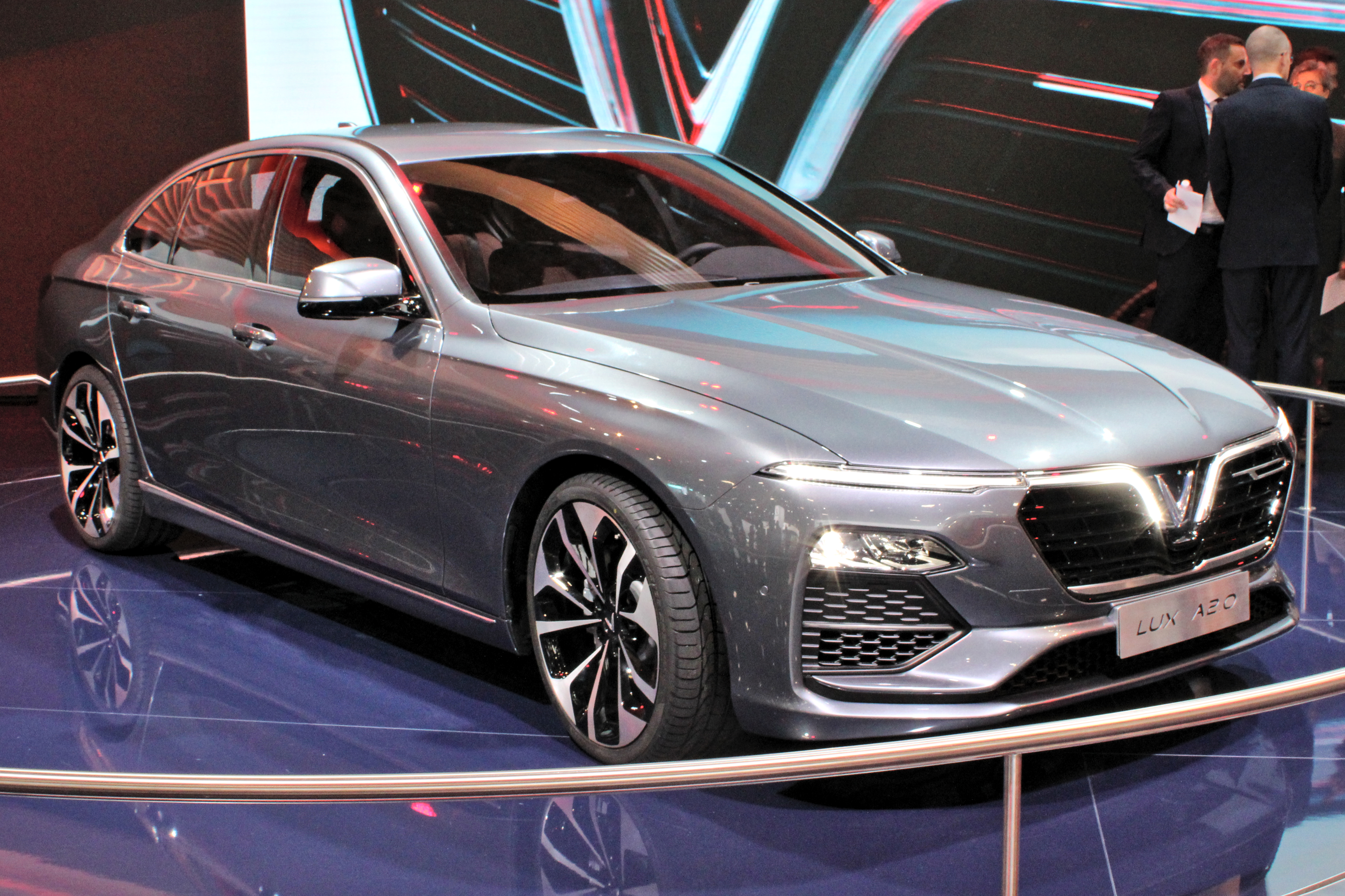
De VinFast LUX A2.0, gebaseerd op de BMW 5-serie (F10).
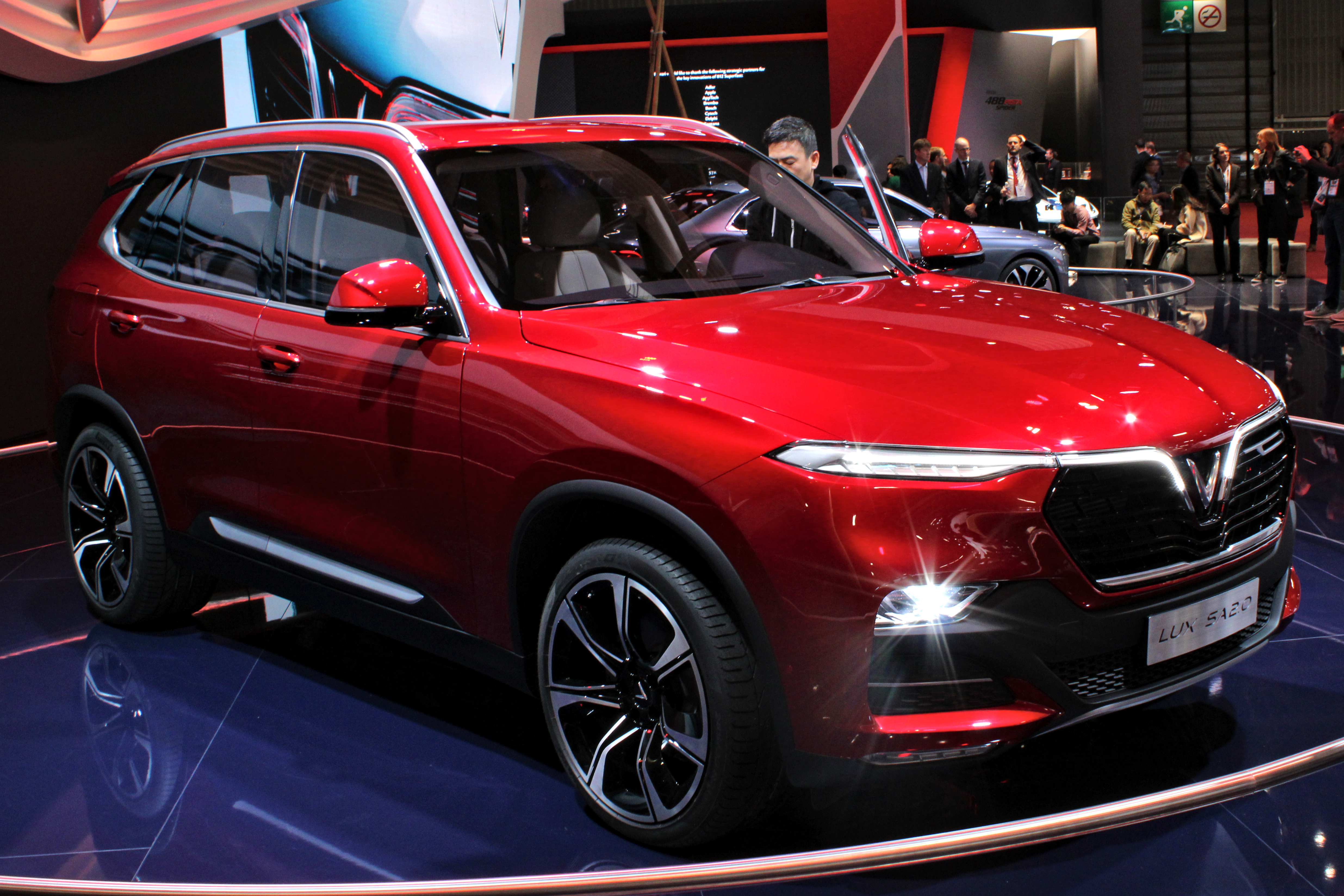
De VinFast LUX SA2.0, gebaseerd op de BMW X5 (F15).

### Transitie naar volledig elektrisch (2022-heden)
Eind 2021 kondigde VinFast een radicale strategiewijziging aan: het bedrijf zou de productie van auto's met verbrandingsmotoren volledig stopzetten en zich vanaf 2022 exclusief richten op de ontwikkeling en productie van elektrische voertuigen. Deze beslissing markeerde het begin van de wereldwijde expansie.
Met een portfolio van elektrische SUV's richt VinFast zich op de internationale markt. De modellen VF 8 en VF 9 waren de eerste auto's die in Noord-Amerika en Europa werden geïntroduceerd. In 2023 opende het merk zijn eerste vestigingen in Nederland, gevestigd in Amsterdam, Den Haag en Rotterdam.

## Modellenportfolio
VinFast richt zich op een reeks volledig elektrische SUV's in verschillende segmenten, herkenbaar aan de "VF"-naamgeving.
| Model | Segment                           | Ontwerper     | Accucapaciteit (netto) | Aandrijving | Status                            |
| ----- | --------------------------------- | ------------- | ---------------------- | ----------- | --------------------------------- |
| VF 6  | Compacte SUV (B-segment)          | Torino Design | 59,6 kWh               | FWD         | Gepland voor introductie          |
| VF 7  | Middelgrote Crossover (C-segment) | Torino Design | 75,3 kWh               | FWD / AWD   | Gepland voor introductie          |
| VF 8  | Middelgrote SUV (D-segment)       | Pininfarina   | 87,7 kWh               | AWD         | Leverbaar in Nederland sinds 2023 |
| VF 9  | Grote SUV (E-segment)             | Pininfarina   | 123 kWh                | AWD         | Leverbaar in Nederland sinds 2023 |

Naast personenauto's produceert VinFast ook een breed scala aan elektrische scooters en ontwikkelt het elektrische bussen voor de openbaarvervoersmarkt in Vietnam.

## Technologie en strategie
VinFast positioneert zich als een technologiebedrijf en zet zwaar in op slimme functies in zijn voertuigen. De auto's zijn uitgerust met een groot centraal touchscreen voor de bediening, geavanceerde rijhulpsystemen (ADAS) en uitgebreide connectiviteitsmogelijkheden.
Een opvallend kenmerk van de merkidentiteit is de garantie. VinFast biedt een voor de auto-industrie zeer lange garantie van 10 jaar of 200.000 kilometer op zowel de auto als de accu, om het vertrouwen in het nieuwe merk te versterken.